# 茅永红
茅永红（1954年—），汉族，中华人民共和国政治人物，第十一届、第十二届全国政协委员。

## 生平
加入中国共产党，担任湖北省工商联副主席、百步亭集团董事长、武汉安居工程发展有限公司董事长。2008年，当选第十一届全国政协委员，代表中华全国工商业联合会，分入第二十二组。